# Islam à Bahreïn

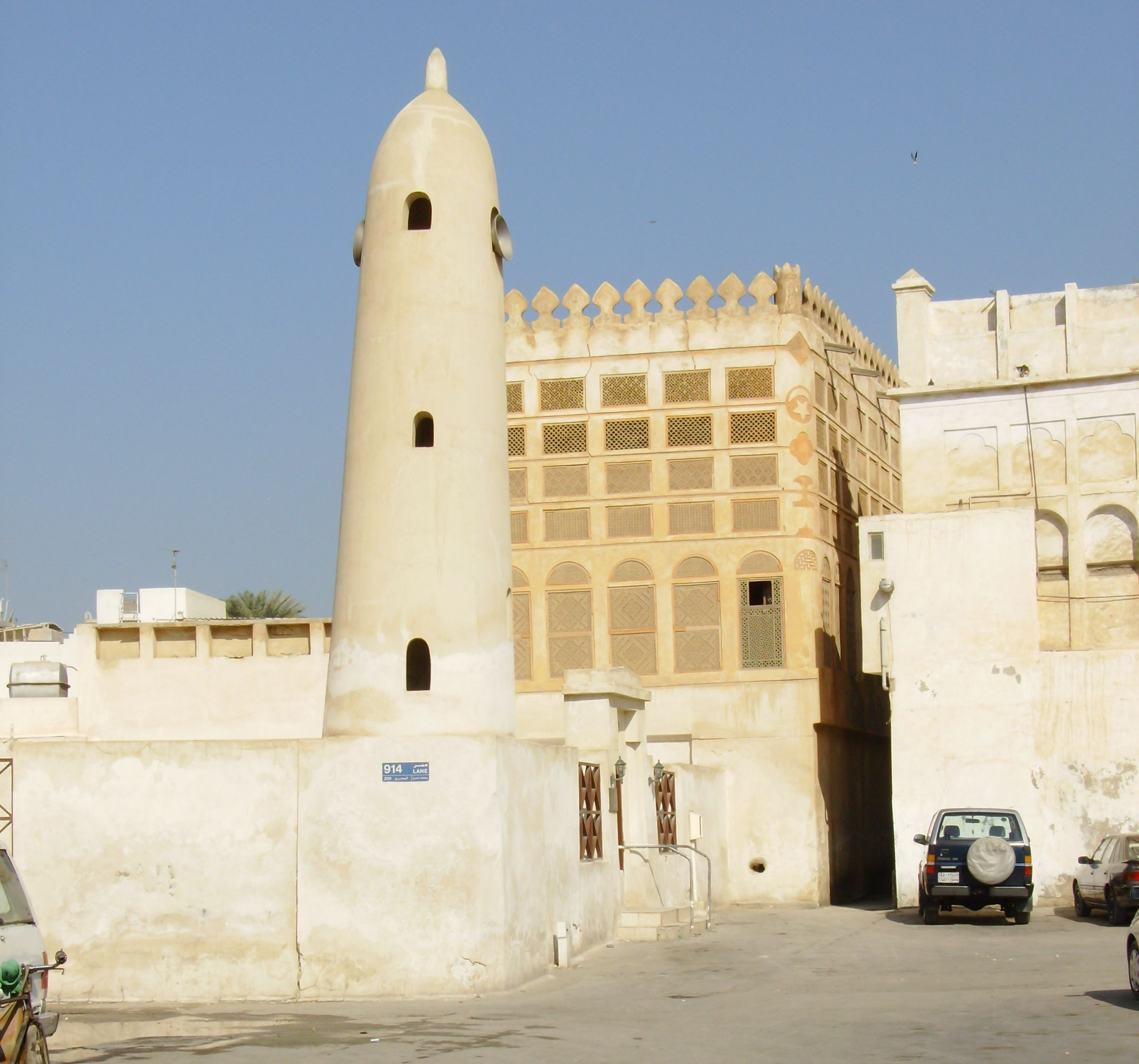
La mosquée Siyadi, sur l'île de Muharraq

L'islam sunnite est religion d'État au Royaume de Bahreïn, où la famille sunnite Al Khalifa, régnante depuis 1783, dirige le pays depuis son indépendance en 1971. La proportion de musulmans dans l'île a diminué depuis la fin du XXe siècle du fait de l'immigration de travail en provenance de pays comme l'Inde, les Philippines ou le Sri Lanka. Les musulmans bahreïnis sont à 70,2 % chiites selon le recensement de 2010.

## Histoire

### Les débuts de l'islam à Bahreïn
Depuis la période de l'Hégire et l'exercice du pouvoir politique à Médine, Mahomet voulu unifier la péninsule Arabique autour de l'islam. Une partie de cette unification a consisté à inciter les différents pouvoirs locaux à embrasser l'islam. En 628, Mahomet envoya son ambassadeur Al-Ala'a Al-Hadrami à la rencontre de Munzir ibn Sawa Tamimi. Ce souverain régnait sur la région historique de Bahreïn, qui s'étendait du Koweït au Sud du Qatar, incluant les villes d'Al-Hasa, Qatif, et les îles de Bahreïn. Munzir se convertit officiellement à l'islam, et tous les arabes habitants dans le Royaume de Bahreïn et du Qatar devinrent musulmans, y compris les Perses qui vivaient là.

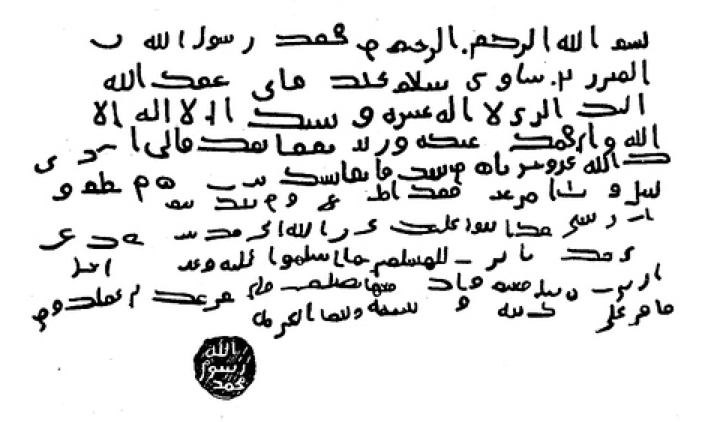
Lettre envoyée par Mahomet au souverain Munzir

### les Qarmates
Le courant chiite ismaélien des Qarmates s'empara de Bahreïn en l'an 899, faisant de l'île un bastion et une base opérationnelle. Ils s'emparèrent de Bagdad et mirent à sac La Mecque et Médine en 930. Ils profanèrent la source sacrée de Zamzam en y mettant les corps de pèlerins du hadj qu'ils avaient tués. Ils emportèrent aussi la Pierre Noire à Bahreïn, où elle resta pendant 20 ans. Les Qarmates furent battus par les chiites Ismaéliens, puis par les abassides en 976, et leur pouvoir déclina.
Avec leurs défaites militaires, le courant révolutionnaire des Qarmates disparut au sein du chiisme ismaélien. Le chiisme duodécimain, en revanche,  put s'établir et se fortifier dans la région au cours des quatre siècles suivants, avec l'appui du pouvoir sunnite.

### L'école de Bahreïn
Au XIIIe siècle apparut le terme « d'école de Bahreïn » pour désigner une philosophie et une mystique qui se développèrent dans la pratique orthodoxe du chiisme duodécimain. Cette école produisit des théologiens, comme le cheikh Sheikh Kamal al-Din Ibn Sa’adah al Bahrani (mort en 1242), le cheikh Jamal al-Din ‘Ali ibn Sulayman al-Bahrani (mort en 1271), et le cheikh Maitham Al Bahrani (mort en 1280).

## L'islam actuel

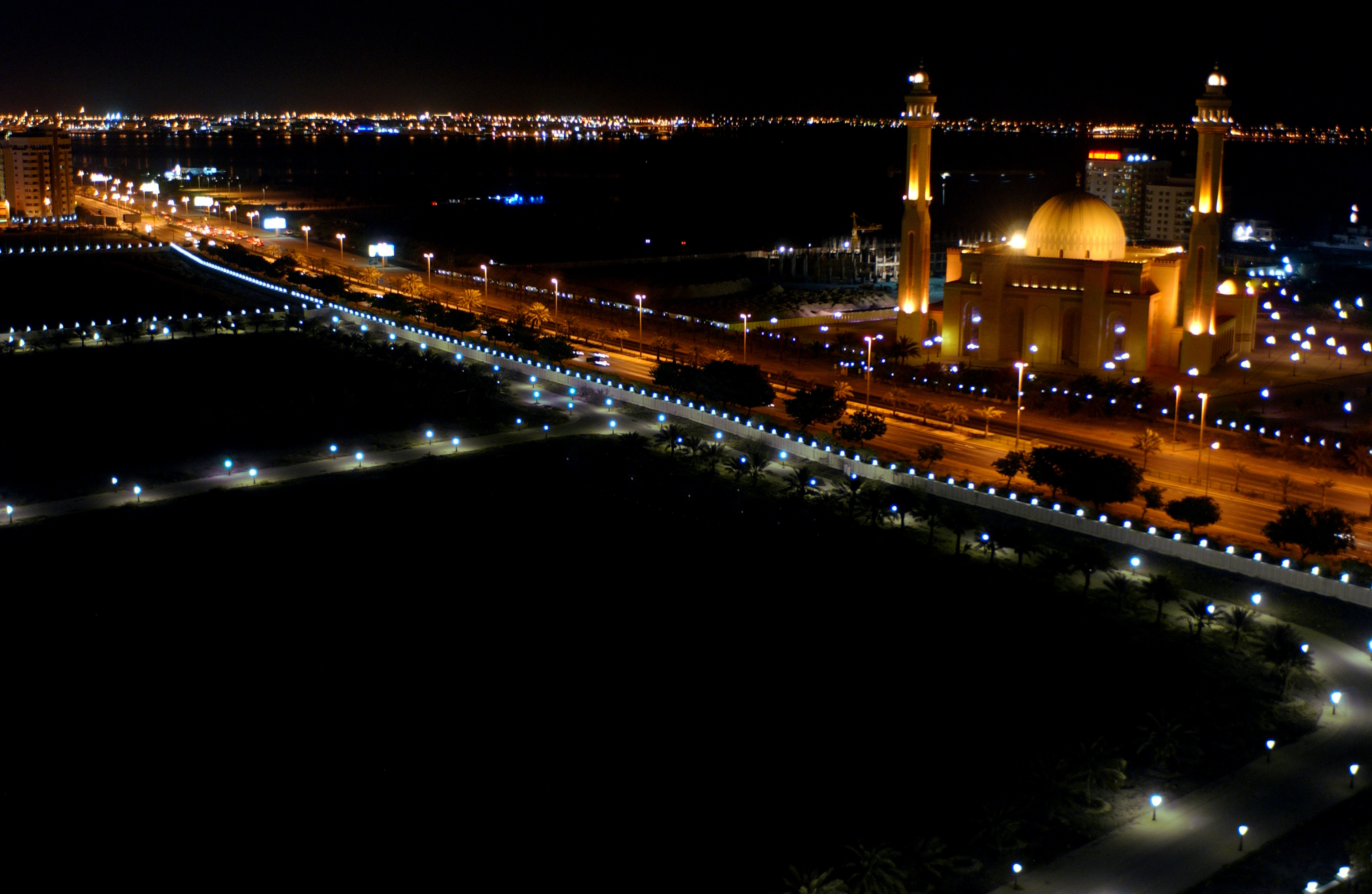
La grande mosquée du Royaume de Bahreïn

### Les différentes communautés musulmanes
60 à 70 % des Bahreïnis sont chiites jafarites, les autres étant sunnites. Au sein des sunnites, la famille régnante Al Khalifa suit le courant malékite, de même que certaines tribus qui la soutiennent. L'ethnie sunnite Huwala, venue d'Iran au XIXe siècle, suit le courant chaféite. Au sein de la nombreuse population venant d'Asie du Sud, la plupart des immigrants sont sunnites de rite hanafite.

### l'islam officiel
Le pays observe les jeûnes de l'aïd el-Adha et de l'Aïd el-Fitr, la fête de la naissance de Mahomet (Mawlid) et le nouvel an islamique. Ces quatre fêtes religieuses sont des jours fériés.

### Situation politique
Après la politique de libéralisation de la société du roi Hamed ben Issa al-Khalifa, des partis islamistes ont contesté les élections, et sont devenus un parti important du parlement. Ces partis islamistes, les salafistes du parti Asalah et les frères musulmans affiliés à la Société Islamique Al-Menbar, sont deux des partis importants du parlement.
Il était prévu que le parti nationaliste islamiste chiite de Wefaq domine les élections générales de 2006, après avoir boycotté celui de 2002. Lors des élections de 2006, ce parti chiite reçut le soutien du Conseil des Érudits Musulmans, qui l'aida à obtenir 17 des 18 sièges qui lui étaient contestés. Aux élections de 2010, le parti Wefaq prit un siège de plus, de sorte qu'il a actuellement 18 des 40 sièges du parlement.